# Après le bal
Après le bal é um curta-metragem francês de cerca de 1 minuto lançado em 1897 e dirigido por Georges Méliès. O filme é estrelado pela futura esposa de Méliès, Jehanne d'Alcy e por Jane Brady.
O filme consiste, basicamente, de uma cena de um minuto de uma criada (Brady) banhando uma mulher (d'Alcy). Na cena, a criada ajuda a mulher a se despir (a atriz usa um "body" para simular nudez) enquanto revela algumas camadas de roupas, a tomar banho e, finalmente, a se secar e a se cobrir com uma túnica. Este é considerado o primeiro filme conhecido a mostrar nudez simulada.